# Борго ди Сото (Пјаченца)
Борго ди Сото је насеље у Италији у округу Пјаченца, региону Емилија-Ромања.
Према процени из 2011. у насељу је живело 212 становника. Насеље се налази на надморској висини од 182 м.